# چک ۲۱ اس‌بی
چک ۲۱ اس‌بی (به انگلیسی: Chak 21 S.B.) یک روستا و روستا در پاکستان است که در پنجاب واقع شده‌است.